# Enopliinae
Enopliinae es una subfamilia de coleópteros polífagos de la familia Cleridae.

## Géneros
- Antygodera
- Apolopha Spinola, 1841
- Corinthiscus Fairmaire & Germain, 1861
- Cregya LeConte, 1861
- Curacavi
- Enoplium Latreille, 1802
- Exochonotus
- Hublella
- Lasiodera Gray in Griffith, 1832
- Neopylus Solervicens, 1989
- Paracregya
- Pelonium
- Phymatophaea Pascoe, 1876
- Platynoptera Chevrolat, 1834
- Pseudichnea Schenkling, 1900
- Pylus Newman, 1840
- Pyticara Spinola, 1841 (incluye Pelonides)
- Thriocerodes Wolcott & Dybas, 1947